# Liste der Biografien/Siec
Liste der Biografien |
Portal Biografien |
Personensuche
# |
A |
B |
C |
D |
E |
F |
G |
H |
I |
J |
K |
L |
M |
N |
O |
P |
Q |
R |
S |
T |
U |
V |
W |
X |
Y |
Z |
?
 
Sa |
Sb |
Sc |
Sd |
Se |
Sf |
Sg |
Sh |
Si |
Sj |
Sk |
Sl |
Sm |
Sn |
So |
Sp |
Sq |
Sr |
Ss |
St |
Su |
Sv |
Sw |
Sy |
Sz
 
Sia |
Sib |
Sic |
Sid |
Sie |
Sif |
Sig |
Sih |
Sii |
Sij |
Sik |
Sil |
Sim |
Sin |
Sio |
Sip |
Siq |
Sir |
Sis |
Sit |
Siu |
Siv |
Siw |
Six |
Siy |
Siz
 
Sieb |
Siec |
Sied |
Sief |
Sieg |
Sieh |
Siek |
Siel |
Siem |
Sien |
Siep |
Sier |
Sies |
Siet |
Sieu |
Siev |
Siew |
Siey
Die Liste der Biografien führt alle Personen auf, die in der deutschsprachigen Wikipedia einen Artikel haben. Dieses ist eine Teilliste mit 14 Einträgen von Personen, deren Namen mit den Buchstaben „Siec“ beginnt.

## Siec

### Siech
- Siech, Birte (* 1967), deutsche Olympiasiegerin im Rudern
- Siechen, Carl († 1869), deutscher Unternehmer, Gastronom und Herausgeber
- Siechen, Franz (1846–1913), deutscher Unternehmer und Gastronom in Berlin

### Sieci
- Sieciech, polnischer Magnat

### Sieck
- Sieck, Hartmut (* 1969), freiberuflicher Unternehmensberater und Autor
- Sieck, Rudolf (1877–1957), deutscher Maler
- Sieckel, Frank (* 1961), deutscher Schauspieler und Kabarettist
- Sieckenius, Rudolf (1896–1945), deutscher Generalmajor im Zweiten Weltkrieg
- Sieckmann, Hartmut (* 1943), deutscher Ingenieur und Politiker (FDP), MdL
- Sieckmann, Jan-Reinard (* 1960), deutscher Rechtswissenschaftler und Hochschullehrer
- Sieckmann, Lina (* 1988), deutsche Filmproduzentin, Regisseurin und Drehbuchautorin
- Sieckmeyer, Kristina, deutsche Vorderasiatische Archäologin

### Siecz
- Sieczkarek, Mark (* 1962), schottischer Tänzer und Choreograf
- Sieczyński, Rudolf (1879–1952), österreichischer Komponist von WienerliedernRudolf Sieczyński (1879–1952)

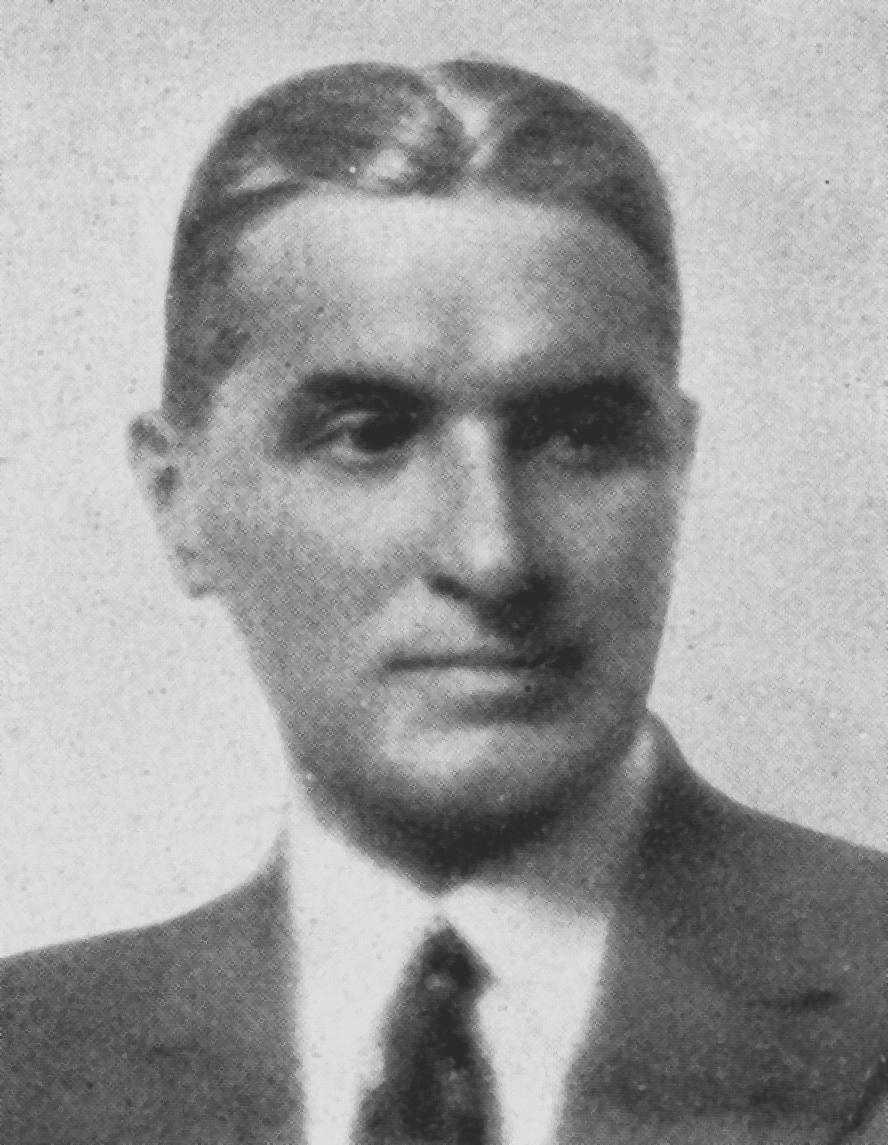
Rudolf Sieczyński (1879–1952)